# Ngabdi
M.M. Ngabdi (ur. 15 kwietnia 1980) – indonezyjski zapaśnik w stylu wolnym. Brązowy medalista igrzysk Azji Południowo-Wschodniej w 2009 roku.